# ليونيداس كامبانتايس
ليونيداس كامبانتايس (باليونانية: Λεωνίδας Καμπάνταης)‏ (8 مارس 1982 أثينا اليونان - ) هو لاعب كرة قدم يوناني، شارك في الألعاب الأولمبية الصيفية 2004.

## روابط خارجية
- ليونيداس كامبانتايس على موقع قاعدة بيانات كرة القدم.إي يو (الإنجليزية)
- ليونيداس كامبانتايس على موقع بيانات كرة القدم. دي إي (الألمانية)